# New Yorks storbyområde
New Yorks storbyområde, New York metropolitan area eller ofte "Tri-state area" er et storbyområde i USA. Det inkluderer bl.a. de kendte områder New York City; Long Island og nedre Hudson Valley i delstaten New York; de seks største byer i New Jersey (Newark, Jersey City, Paterson, Elizabeth, Trenton og Edison); seks af de syv største byer i Connecticut (Bridgeport, New Haven, Stamford, Waterbury, Norwalk og Danbury); og Pike County i Pennsylvania.
I 2010 var New Yorks storbyområde det af USA's storbyområder med det største befolkningstal. Metropolitan Statistical Area (MSA) definerede det til 18,9 millioner indbyggere, og Combined Statistical Area (CSA) definerede det til 22,2 millioner indbyggere i 2011; det er desuden et af verdens største byområder. MSA-området dækker 17.405 km2, mens CSA-området dækker 34.493 km2. Det er geografisk og demografisk en meget diversificeret region. Den udgør et verdenscenter for finans, international handel, medier og underholdning, turisme, bioteknologi og produktion.
Hele området (CSA) består af 31 counties (2021), heraf de fem (5) counties uden egen administration, som tilsammen udgør New York City.

## Definitioner

### Metropolitan Statistical Area
Der findes to definitioner fra det amerikanske Office of Management and Budget på området: Metropolitan Statistical Area (MSA) og Combined Statistical Area (CSA). MSA-definitionen er navngivet New York-Newark-Jersey City, NY-NJ-PA Metropolitan Statistical Area og inkluderer 18.897.109 indbyggere i 2010 (rundt regnet 1 ud af 16 amerikanere). MSA er videreinddelt i fire metropolitan divisions. 25-county metropolitan area inkluderer 12 counties i delstaten New York (bestående af fem boroughs i New York City, to counties på Long Island, fem counties i lower Hudson Valley); 12 counties i Northern og Central New Jersey; og et county i det nordøstlige Pennsylvania. Det største byområde i U.S.A. ligger i hjertet af storbyområdet New York–Newark, NY–NJ–CT Urbanized Area, der havde et befolkningstal på 18.319.939 i 2008 og dækkede 10.752 km2.
De omfattede counties og coutygrupperinger for New Yorks storbyområde omfatter:
New York-Newark-Jersey City, NY-NJ-PA Metropolitan Statistical Area (19.069.796)
- New York–Jersey City-White Plains, NY–NJ Metropolitan Division (11.732.233)
  - Kings County (Brooklyn), NY
  - Queens County, NY
  - New York County (Manhattan), NY
  - Bronx County, NY
  - Richmond County (Staten Island), NY
  - Westchester County, NY
  - Bergen County, NJ
  - Hudson County, NJ
  - Middlesex County, NJ
  - Monmouth County, NJ
  - Ocean County, NJ
  - Passaic County, NJ
  - Rockland County, NY
  - Orange County, NY
  - Sullivan County, NY
- Nassau County–Suffolk County, NY Metropolitan Division (2,875,904)
  - Suffolk County
  - Nassau County
- Dutchess County-Putnam County, NY Metropolitan Division
  - Putnam County
  - Dutchess County
- Newark, NJ–PA Metropolitan Division (2,126,269)
  - Essex County, NJ
  - Union County, NJ
  - Morris County, NJ
  - Somerset County, NJ
  - Sussex County, NJ
  - Hunterdon County, NJ
  - Pike County, PA

### Combined Statistical Area
Combined Statistical Area definitionen består af den originale MSA definition og et udvidet område med fem storbyområder. Området er navngivet New York-Newark, NY-NJ-CT-PA Combined Statistical Area og havde i 2009 22.085.649 indbyggere. Omkring 1 ud af 15 amerikanere bor i denne region, som inkluderer yderligere syv counties i New York, New Jersey og Connecticut. Området refereres ofte til som Tri-State Area og mindre ofte som Tri-State Region (men uden at indregne Pennsylvania). Tiltrods for dette inkluderer the New York City television designated market area (DMA) Pike County, Pennsylvania, som også inkluderes i CSA.
Udover New York–Newark-Jersey City, NY–NJ–PA Metropolitan Statistical Area, er følgende Metropolitan Statistical Areas og Micropolitan Statistical Areas også inkluderet i New York-Newark, NY-NJ-CT-PA Combined Statistical Area (total 22.232.494):
- Bridgeport–Stamford–Norwalk, CT Metropolitan Statistical Area (916.829)
  - Fairfield County
- New Haven–Milford, CT Metropolitan Statistical Area (862.477)
  - New Haven County
- Trenton, NJ Metropolitan Statistical Area (366.222)
  - Mercer County
- Torrington, CT Micropolitan Statistical Area (189.927)
  - Litchfield County
- Kingston, NY Metropolitan Statistical Area (182.693)
  - Ulster County
- Allentown-Bethlehem-Easton, PA-NJ Metropolitan Statistical Area
  - Warren County (NJ), Carbon County, Lehigh County, Northampton County
- East Stroudsburg, PA Metropolitan Statistical Area
  - Monroe County

## Geografi
Storbyområdet deles ofte ind i de følgende regioner:
- New York City (regionens centrum)
- Long Island (Nassau & Suffolk Counties, NY
- North Jersey (Nordlige del af New Jersey)
- Central Jersey (centrale del af New Jersey)
- Hudson Valley (Lower Hudson Valley)
- Western Connecticut (kun Fairfield, New Haven og Litchfield Counties er en del af området)

### Storbyområdets byområder
Combined statistical area består af flere byområder.
| Indbyggertal rangering | Byområde              | Delstat  | 2000 Indbyggertal |
| ---------------------- | --------------------- | -------- | ----------------- |
| 1                      | New York–Newark       | NY–NJ–CT | 17.799.861        |
| 42                     | Bridgeport–Stamford   | CT–NY    | 888.890           |
| 70                     | New Haven             | CT       | 531.314           |
| 90                     | Poughkeepsie–Newburgh | NY       | 351.982           |
| 122                    | Trenton               | NJ       | 268.472           |
| 163                    | Waterbury             | CT       | 189.026           |
| 190                    | Danbury               | CT–NY    | 154.455           |
| 350                    | Hightstown            | NJ       | 69.977            |
| 435                    | Kingston              | NY       | 53.458            |
| 452                    | Middletown            | NY       | 50.071            |